# میقوه

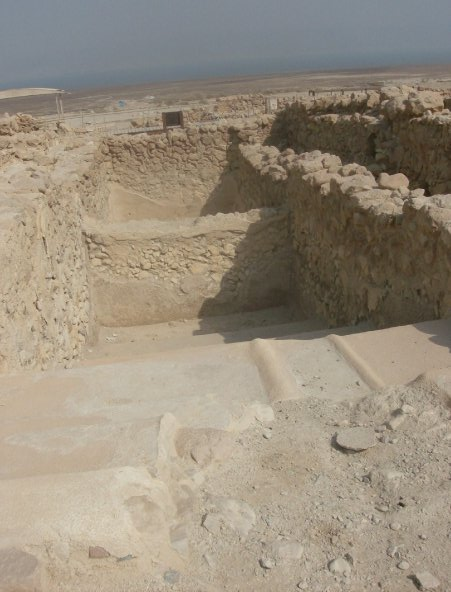
میکوه باستانی در قمرون

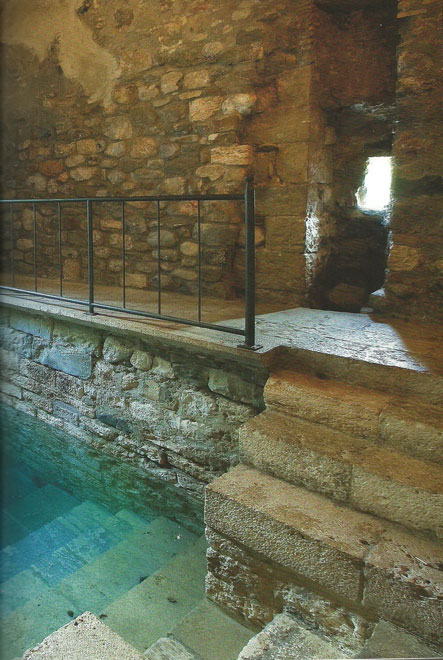
میکوه سنتی در اسپانیا

میقوه یا میکوه (عبری: מִקְוֶה / מקווה) حمامی خاص است که در یهودیت برای غسل کردن از آن استفاده می‌شود. واژهٔ میکوه در تورات مورد استفاده قرار گرفته است و معمولاً به معنی «محل نگهداری آب» است. تعدادی از دستورهای توراتی به لزوم فرورفتن کامل در آب برای طهارت اشاره می‌کنند. فردی که قصد داشت وارد پرستش‌گاه اورشلیم شود، باید طهارت می‌گرفت. همچنین، کسی که قصد دارد به یهودیت بگرود، باید طهارت انجام دهد. نیز، زنان بعد از عادت ماهانه یا زایمان باید در میکوه فروروند تا بتوانند دوباره با همسر خود رابطه برقرار کنند. «پاکیزگی» و «پاکیزه نبودن» ترجمهٔ دو واژهٔ عبریِ «طهارا» و «توماه» هستند.
مقدار طهارت لازم برای کار کردن در معبد، بنا به نظر یهودیت امروزی، قابل دسترسی نیست و تمامی انسان‌ها از این نظر غیرطاهر به‌شمار می‌روند. این طهارت تنها در صورتی قابل دستیابی است که یهودیان دارای گاو سرخ باشند. بیشتر طهارت‌ها با بیشتر آب‌های طبیعی ممکن است، ولیکن بعضی دستورهای خاص دربارهٔ استفاده از بعضی آب‌ها وجود دارد. بیشتر استفاده از میکوه در یهودیت امروزی عبارت است از:
- توسط زنی یهودی بعد از عادت ماهانه یا زایمان
- توسط مرد یهودی برای رسیدن به طهارت
- قسمتی از مراسم گرویدن به یهودیت
- برای استفاده از لوازم غذاخوری قبل از اولین بار استفاده از آن‌ها

میکوه‌های تاریخی، که بعضی از آن‌ها به سدهٔ نخست میلادی بازمی‌گردند، در سرزمین اسرائیل وجود دارند. در دنیای امروزی، بیشتر جامعه‌های یهودیِ ارتدوکس دارای میکوه هستند. همچنین، قبرستان‌های یهودی دارای سرویسی برای غسل دادن جسد در میکوه قبل از دفن آن هستند.

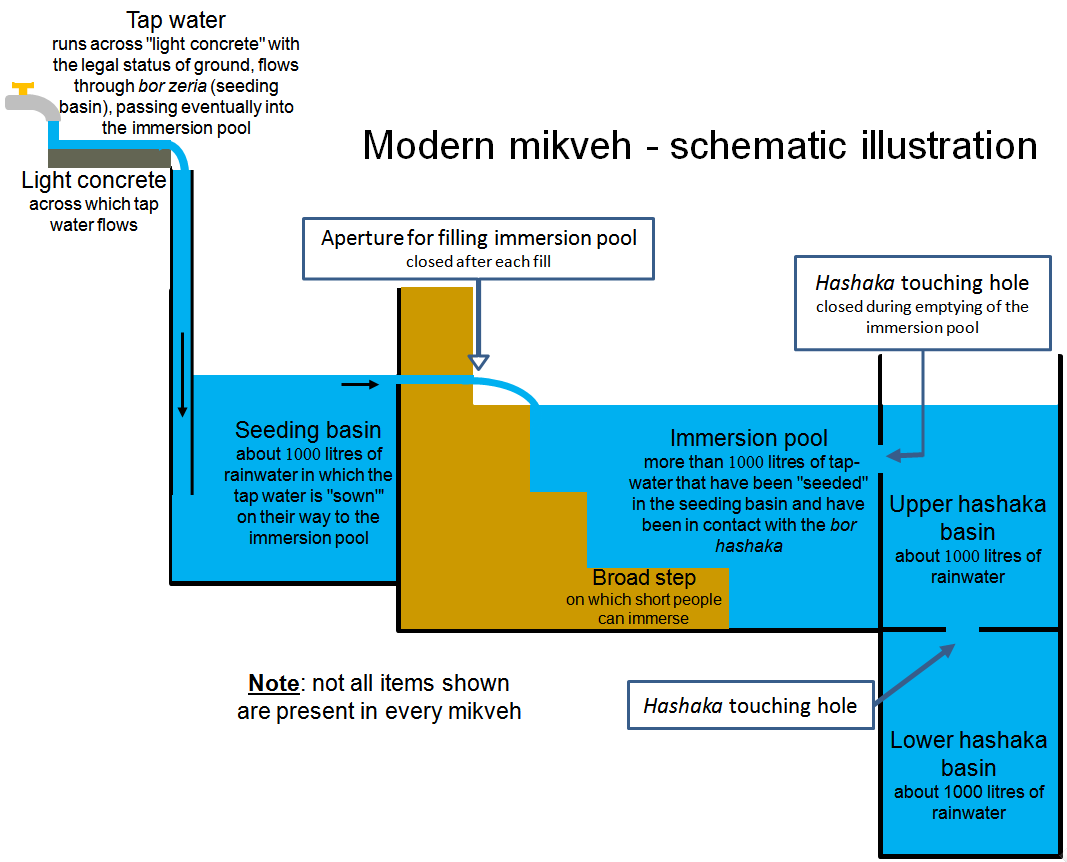
نقشهٔ یک میکوه نوین